# Disc Zip
La unitat  Iomega Zip, anomenada també unitat Zip, és un perifèric d'emmagatzematge, que utilitza discs Zip com a suport d'emmagatzematge; aquests suports són de tipus magnètic, extraïbles de mitjana capacitat, llançada per Iomega el 1994. La primera versió tenia una capacitat de 100 megabyte, però versions posteriors ho van ampliar a 250 i 750 MB.

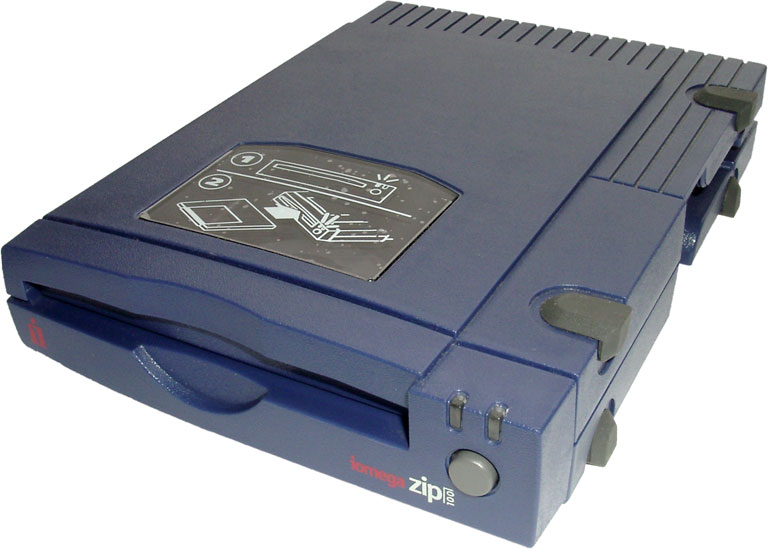
ZIP 100 extern.

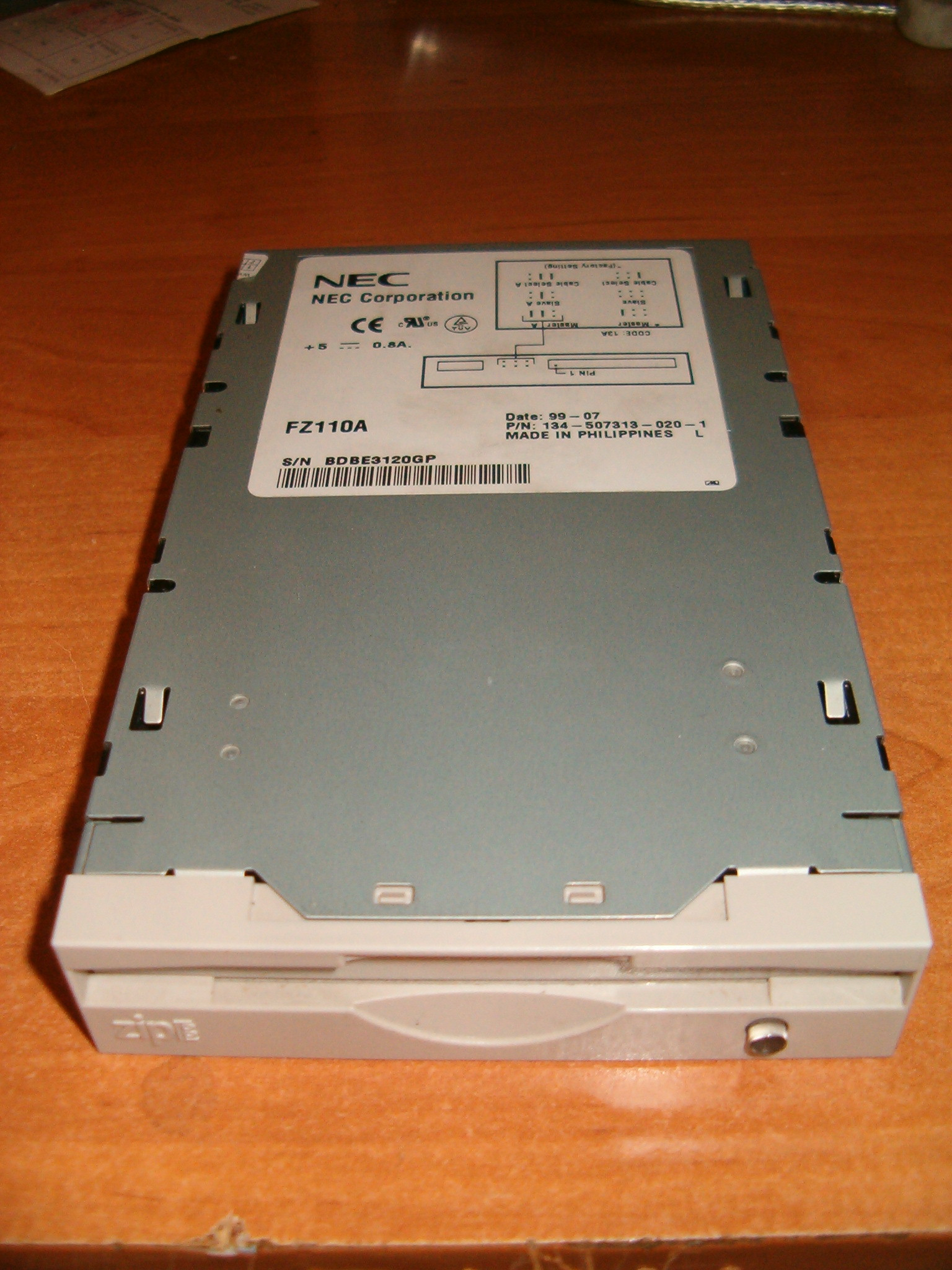
NEC ZIP 100 intern.

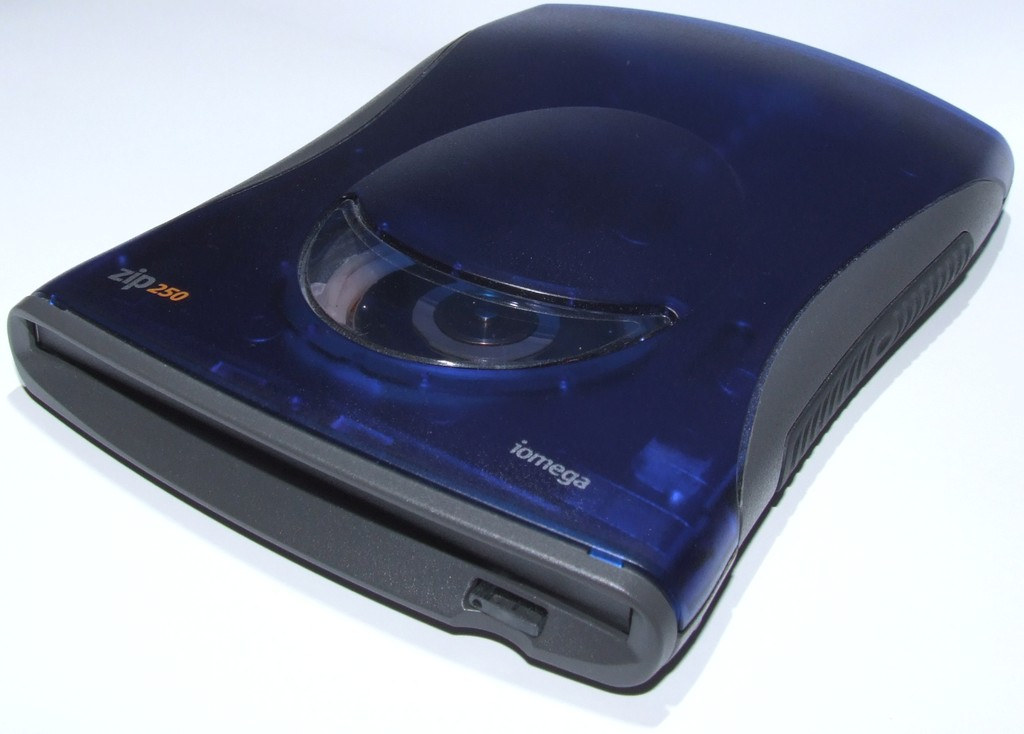
ZIP 250 extern.

Es va convertir en el més popular candidat a succeir el disquet de 3,5 polzades, seguit pel SuperDisk. Encara que mai va aconseguir-ho, va substituir la majoria de mitjans extraïbles com els SyQuest i va robar part del terreny del disc magneto-òptic en ser integrat de sèrie en diverses configuracions de portàtils i Apple Macintosh. La caiguda de preus de gravadores i consumibles CD-R i CD-RW i, sobretot dels pendrives i les targetes flash (que sí que han aconseguit substituir el disquet), van acabar per treure'l del mercat i de l'ús quotidià.
En un intent de retenir part del mercat que perdia, Iomega comercialitzar sota la marca Zip, una sèrie de gravadores de CD, conegudes com a Zip-650 o Zip-CD.

## Descripció

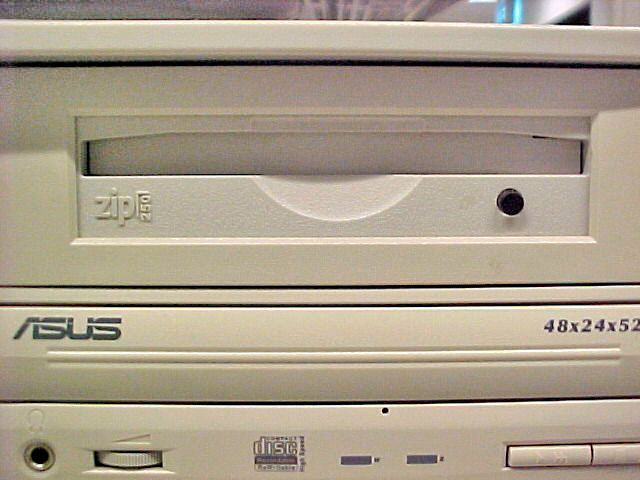
ZIP 250 intern.

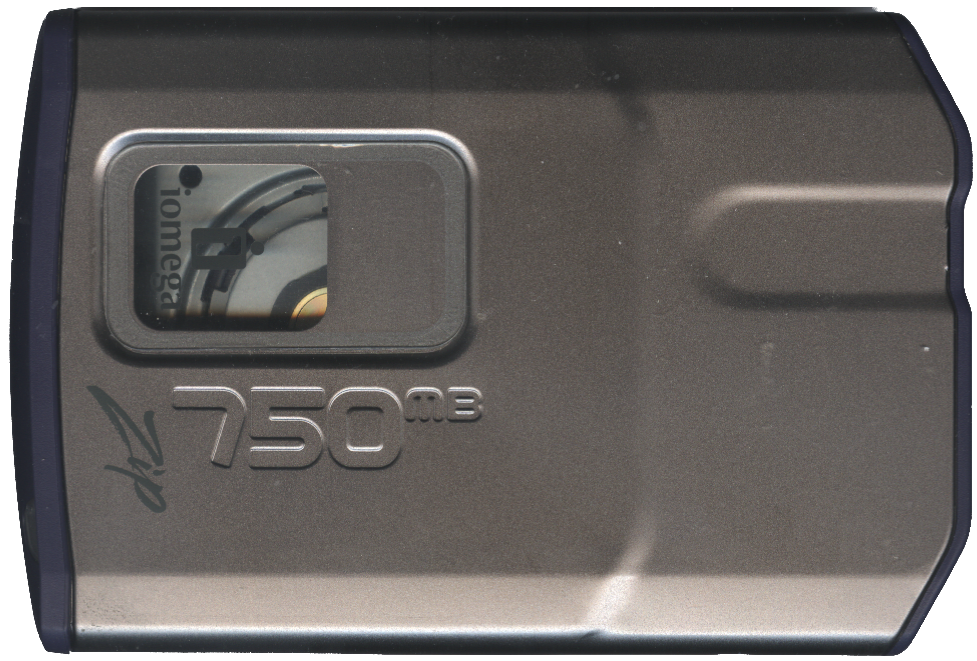
ZIP 750 extern USB.

El disc Zip es basa en el mateix principi que el Iomega Bernoulli Box, en ambdós casos, un sistema de caps de lectura/escriptura muntat en un actuador linear que sobrevola un disc de polímer semblant a un disquet que gira ràpidament a l'interior d'una carcassa rígida. L'actuador lineal utilitza la tecnologia de la bobina de veu, relacionada amb els moderns discs durs. El disc Zip té una mida de 9 centímetres (3½ polzades) en lloc de la mida similar al d'un CD-ROM del Bernoulli, i un disseny simplificat de la unitat lector-gravadora que va reduir el seu cost total. Cada unitat Zip solia venir amb una sèrie d'etiquetes adhesives per retolar els discos amb el seu contingut. Són de color groc amb la I de Iomega i una sèrie de frases preconcebudes com «Confidencial» o «Sóc l'etiqueta de les grans idees».
Això va donar lloc a un disc que té la mateixa mida d'un disquet, però és capaç d'emmagatzemar molta més informació, amb un rendiment molt més ràpid que el disquets. No obstant això no és competència directa de l'disc dur. La unitat Zip 100 té una velocitat de transferència de prop d'un megabyte per segon i un temps de cerca de 28 mil·lisegons de mitjana. En comparació un disquet estàndard d'1,44 MB té 500 kbit/s (62,5 KB/s) de ràtio i diversos centenars de mil·lisegons de temps de cerca. Un disc d'avui en dia amb 7.200 RPM té un temps de recerca de 8,5-9 ms.
La primera generació de discos Zip va haver de competir amb el SuperDisk, que emmagatzemava 120 MB (20% més) i compatibles amb els aleshores molt populars discs de 3½ i 1,44 MB, nogensmenys amb una menor velocitat de transferència per la menor velocitat de rotació. La rivalitat va durar fins a l'arribada de l'era USB.

## Interfícies

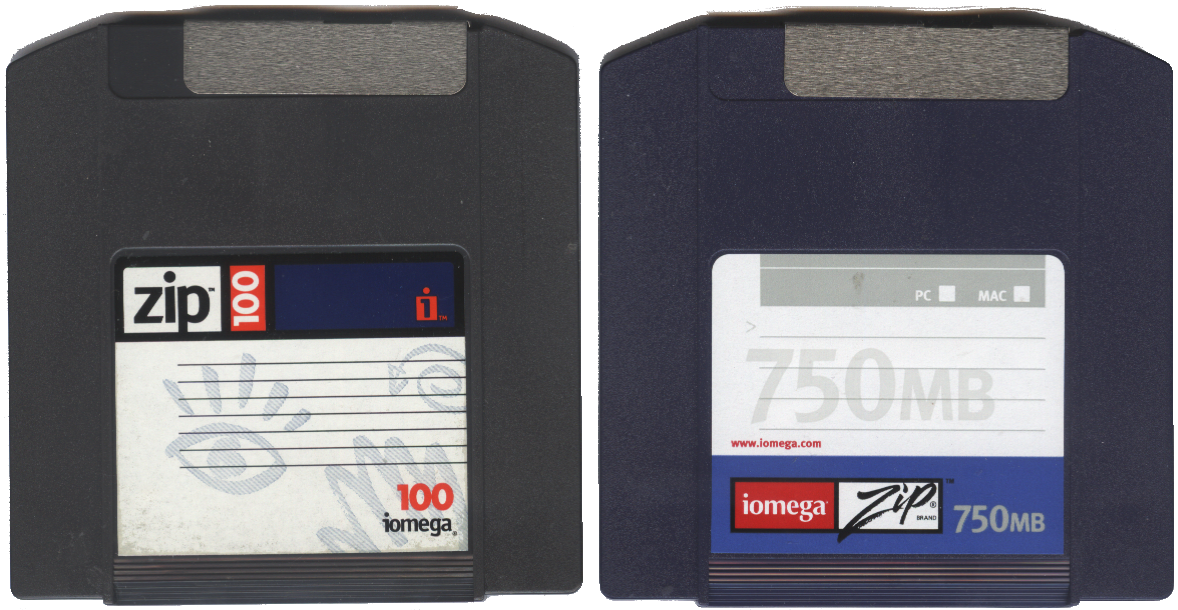
Discos ZIP de 100 MB i 750 MB.

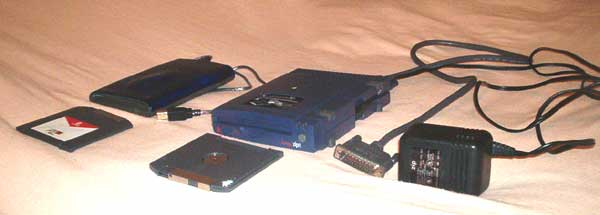
Later (USB, esquerra) and earlier (parallel, dreta) Zip drives (mitjana in foreground).

Les unitats Zip venen en una àmplia varietat i interfícies. Les unitats internes tenen interfície IDE o SCSI. Les unitats externes venen amb port paral·lel i SCSI inicialment, i uns anys després USB. Durant algun temps, hi va haver una unitat anomenada Zip Plus que podia detectar si es connectava a un port d'impressora o a un SCSI, però es van detectar gran quantitat d'incompatibilitats i va ser descatalogat. Incloïa més programari addicional i una font d'alimentació externa més petita que la inicial. Amb el temps les unitats Zip USB es van alimentar pel mateix connector USB.
La versió inicial del disc Zip tenia una capacitat de 100 MB. Plans per comercialitzar un disc de 25 MB amb un preu més reduït, amb l'objectiu d'apropar al màxim al cost de disquets no van eixir. Amb el temps Iomega llança unitats i discos de 250 i 750 MB, al mateix temps que s'accelerava la velocitat d'accés a disc. Al costat negatiu, l'accés a un suport menor alenteix la unitat, fins i tot la fa més lenta que la unitat de 100 MB original. La unitat de 750 MB només pot llegir, però no escriure, els discs de 100 MB en canvi si pot llegir i escriure.

## Els discos

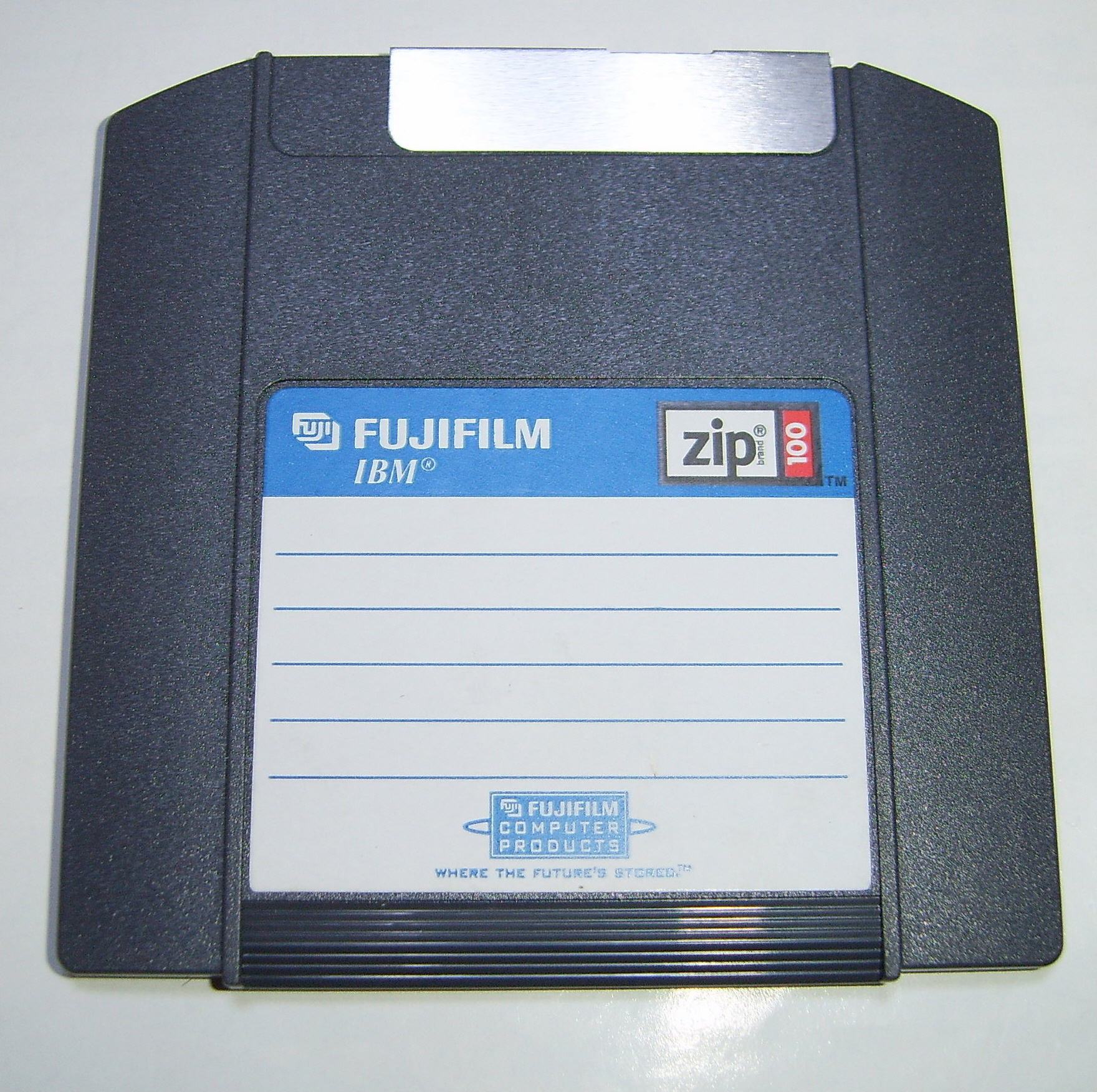
Disc ZIP de 100 MB.

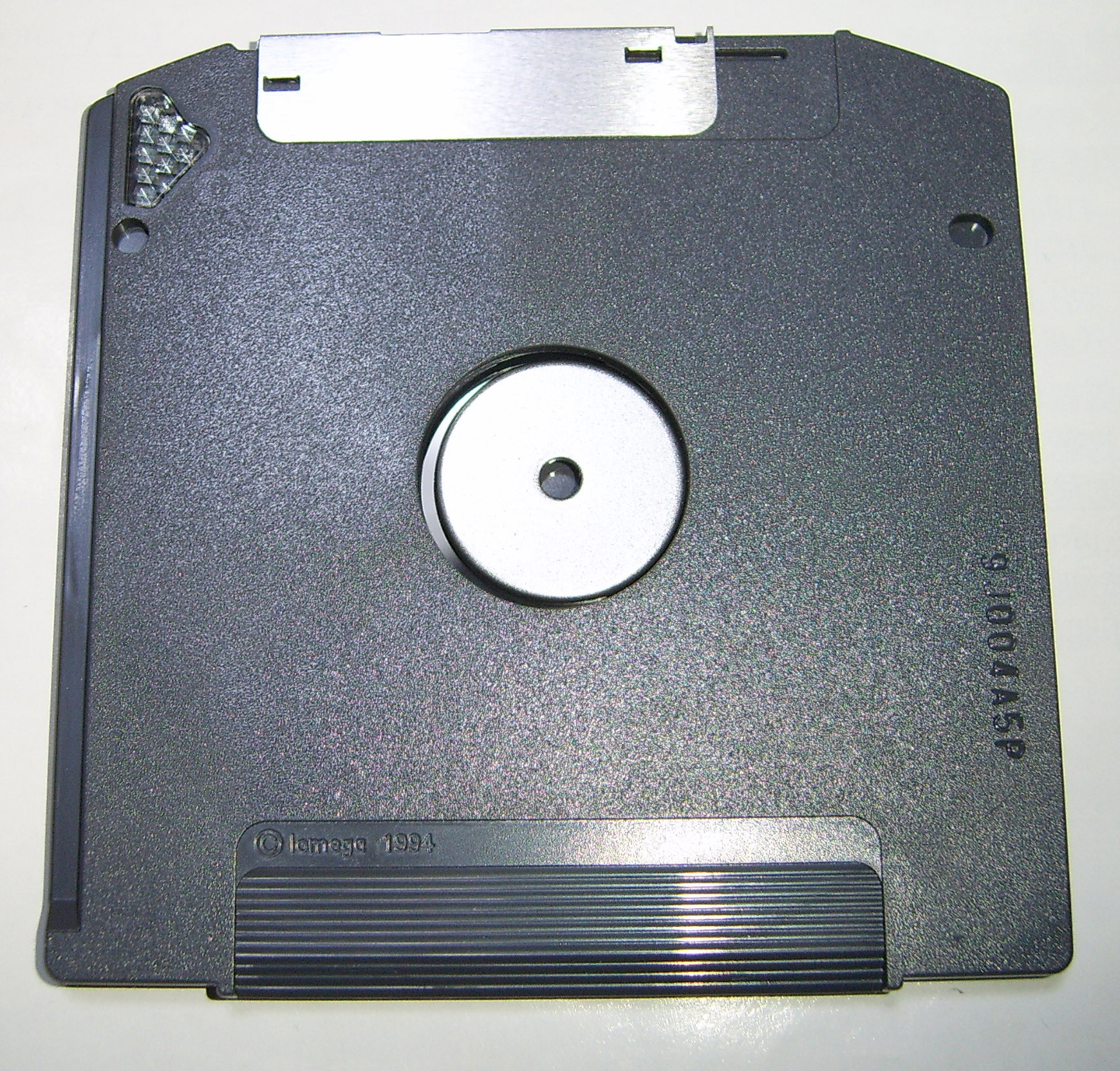
Costat del darrere d'un disc estàndard ZIP100, mostrant el punt retroreflectiu a la cantonada superior esquerra.

Els discos Zip tenen tots una mida de 99 mm d'ample, 100 mm d'alt i 7 mm de gruix a la zona del tancament. Als costats el gruix és menor. La mida extra respecte dels 90 mm del disquet de 3,5 proveeix de l'espai perquè la força centrífuga sostingui el disc que trencada lluny de la seva carcassa protectora a altes velocitats, eliminant la calor de la fricció que limiten les revolucions per minut (i amb això les velocitats de transferència) de generacions anteriors de suports magnètics. Aquest acostament sense contacte també augmenta la vida teòrica dels consumibles.
La part inferior d'un disc Zip inclou un retroreflector a la part superior esquerra (veient el disc per la cara inferior). El mecanisme d'arrossegament no enganxarà si no es detecta el punt reflector. Això era una mesura per reduir suports falsificats de baix cost que soscaven els beneficis de Iomega (ja que els farcits reflexius es venen sota llicència). En els discos de 250MB i 750MB, el punt ha estat reduït o eliminat (encara que l'encuny roman a la carcassa) com a mesura de seguretat per evitar-ne ús accidental en unitats de 100 MB. Si un disc s'introdueix en una unitat de menor capacitat és expulsat immediatament. Alguns fabricants de consumibles fan servir una xapa còncava per aconseguir el mateix efecte.
La caixa dels discos Zip és majoritàriament transparent, molt similar a la dels discs magneto-òptics i dels discos de MiniDisc. Es venen en paquets individuals i caixes de 5 i 10 unitats. Els consumibles barats es venen en caixa de cartró i fins i tot en embolcall de cel·lofana.

## Vendes, problemes, i llicències
Els discs Zip es venen inicialment bé després de la seva introducció el 1994, pel seu preu assequible i, per llavors, alta capacitat. La unitat es venia per sota de dos cents dòlars amb un disc inclòs (en format dual PC/MAC, amb les utilitats gravades en el mateix disc), i cada disc addicional de 100 MB costava uns vint dòlars. En aquells dies, els discs durs tenien una capacitat típica de 500 MB i un preu d'uns dos cents dòlars, de manera que les unitats Zip eren una excel·lent alternativa com a sistema per fer còpies de seguredat i per estendre la capacitat dels equips, sobretot per a l'usuari domèstic. El preu dels discos addicionals van caure cada any, i noves companyies s'incorporen com fabricants llicenciades, com Fujifilm, Verbatim, i Maxell. Epson també fabrica una unitat Zip pròpia llicenciada sota la seva pròpia marca (diferenciable pel seu color blanc en les unitats externes).

Vendes de discos i unitats Zip de 1998 a 2003.

Les vendes de discs i unitats Zip declinen des de 1999 a 2003. Al setembre de 1998, una Acció popular s'exerceix contra Iomega per la fallada dels discos Zip conegut com el  clic of death . Els discos Zip també tenen un cost més gran per megabyte que els CD-R i DVD ± RW.
El creixement de discs durs de capacitat multi-gigabyte va tornar els Zip menys econòmic. A més, l'arribada del CD-R barat i del DVD per a l'ordinador personal al mateix temps que els primers pendrives USB, treuen al Zip del mercat. No obstant això, els avantatges dels suports magnètics sobre els òptics i les memòries flaix, en termes d'estabilitat a llarg termini de l'emmagatzematge de fitxers i alts cicles de gravació/esborrat, li deixen una veta de mercat en l'emmagatzematge de dades. En aquests usos, el disc Zip competeix sobretot amb els discs durs USB i la unitat Hi-MD del MiniDisc de Sony.
El 2006, la revista PC World qualifica el disc Zip com el 15è pitjor producte tecnològic de tots els temps. No obstant això, el 2007, PC World el qualifica com el 23è  millor  producte tecnològic de tots els temps.

## La unitat Iomega ZipCD 650
Iomega també va produir una línia d'unitats internes i externes de regravadores de CD sota la marca Zip, anomenades  ZipCD  650. Utilitza consumibles estàndards i no té més relació amb les unitats Zip que la semblança de la caixa externa (la interna és sempre blanca), i que utilitzen una interfície USB 1.1.